# Andrea Vavassori
Andrea Vavassori (* 5. května 1995 Turín) je italský profesionální tenista. Na grandslamu triumfoval se Sarou Erraniovou ve smíšené čtyřhře US Open 2024 a French Open 2025. Jako finalista skončil po boku Simoneho Bolelliho v mužské čtyřhře na Australian Open 2024, 2025 a French Open 2024. Ve své dosavadní kariéře na okruhu ATP Tour vyhrál devět deblových turnajů. Na challengerech ATP a okruhu ITF získal dvacet osm titulů ve čtyřhře.
Na žebříčku ATP byl ve dvouhře nejvýše klasifikován v červnu 2023 na 128. místě a ve čtyřhře v říjnu 2024 na 6. místě. Trénuje ho Davide Vavassori.
V italském daviscupovém týmu debutoval v roce 2024 skupinou finálového turnaje, v níž odehrál tři čtyřhry po boku Simoneho Bolelliho. V ročníku 2024 se tak stal členem vítězného týmu, v němž Italové podruhé vybojovali „salátovou mísu“. Do září 2025 v soutěži nastoupil ke třem mezistátním utkáním s bilancí 0–0 ve dvouhře a 1–2 ve čtyřhře.

## Tenisová kariéra
Na okruhu ATP Tour debutoval květnovým mastersem Internazionali BNL d'Italia 2018 v Římě, po zisku divoké karty do čtyřhry s krajanem Julianem Ocleppem. V prvním kole podlehli uruguaysko-španělské dvojici Pablo Cuevas a Marcel Granollers. Do zářijového debla Internazionali BNL d'Italia 2020 vstoupil s Lorenzem Sonegem výhrou nad druhým světovým párem Rajeev Ram a Joe Salisbury, než je ve čtvrtfinále zastavili Australan John Peers s Novozélanďanem Michaelem Venusem.

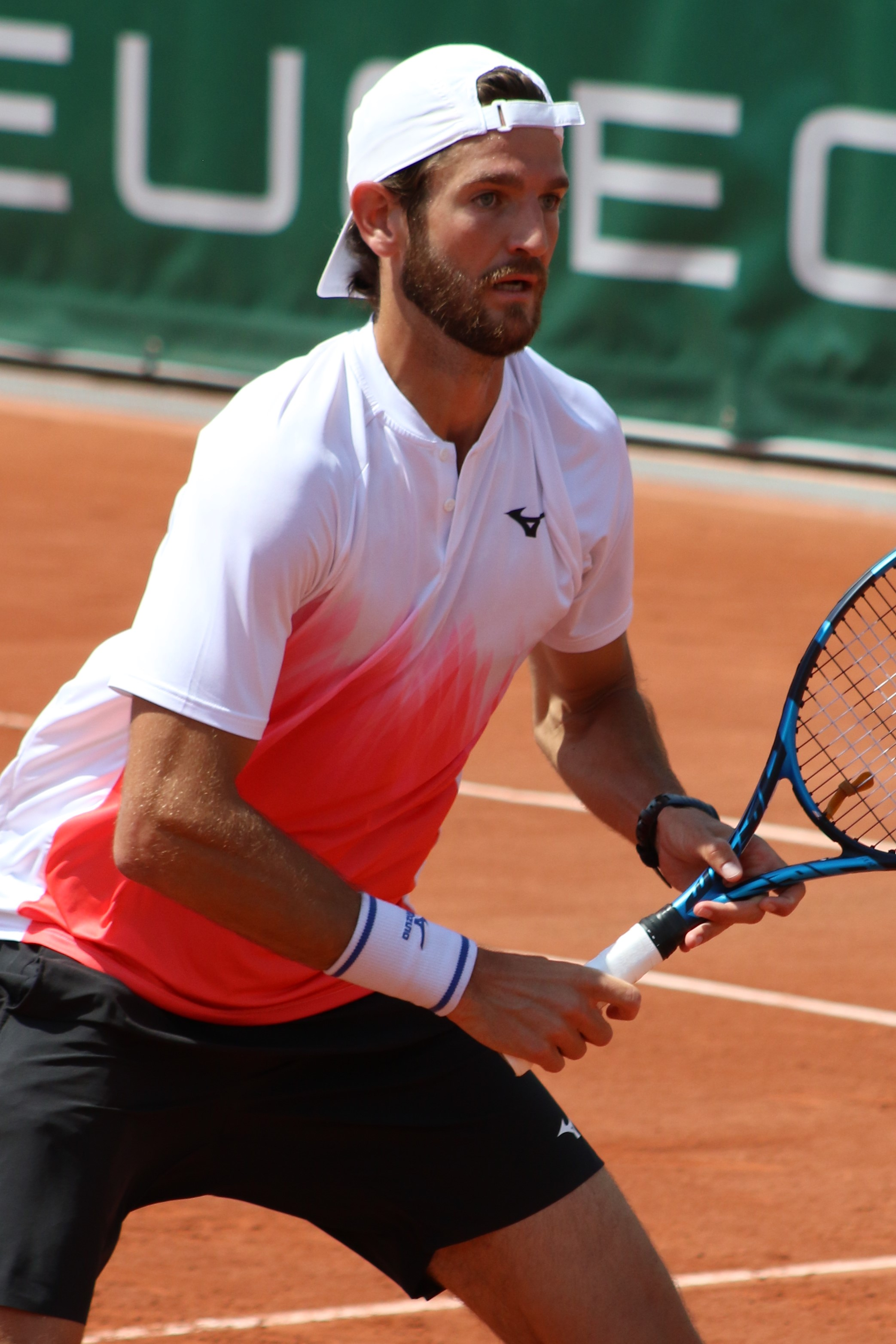
Na French Open 2021

Premiérové semifinále si zahrál po boku krajana Salvatoreho Carusa v lednové čtyřhře Antalya Open 2021. Do finále je však nepustili nejvýše nasazení Chorvaté Nikola Mektić s Matem Pavićem. První účast ve finále proměnil v titul, když se Sonegem ovládli cagliarskou čtyřhru Sardegna Open 2021. V závěrečném duelu zdolali italsko-argentinské turnajové dvojky Simona Bolelliho a Andrése Molteniho po dvousetovém průběhu a stali se první italskou dvojicí, která vyhrála turnaj na italské půdě od Braccialiho s Galimbertim na Milan Indoor 2005.
Dvouhru na túře ATP si poprvé zahrál na listopadovém Stockholm Open 2021, kde prošel kvalifikací. Na úvod singlové soutěže porazil dalšího kvalifikanta Pavla Kotova, než jej vyřadil pozdější finalista Denis Shapovalov z Kanady. Do čtvrtfinále dvouhry se premiérově probojoval na antukovém Grand Prix Hassan II 2023 v Marrákeši opět po zvládnutí kvalifikačního síta. Po třísetových výhrách nad světovou devětapadesátkou Nicolásem Jarrym a třiaosmdesátkou Jaumem Munarem skončil na raketě třicátého muže žebříku Daniela Evanse.
V hlavní soutěži grandslamu se poprvé představil v mužském deblu Australian Open 2021, kde se Sonegem vypadli ve druhém kole. Singlový major si zahrál ve Wimbledonu 2022 po zvládnuté tříkolové kvalifikaci, v jejímž závěru vyřadil Zdeňka Koláře. V úvodním wimbledonském kole však nenašel recept na dvacátého třetího nasazeného Američana Francese Tiafoea. Z kvalifikace opět postoupil na French Open 2023, kde otočil úvodní duel dvouhry z nepříznivého stavu 0–2 na sety proti světové sedmatřicítce Miomiru Kecmanovićovi. Zbylé tři sady vyhrál vždy v tiebreaku, když srbský soupeř nevyužil pět mečbolů. Ve třetí zkrácené hře Vavassori odvrátil čtyři mečboly a závěrečný supertiebreak ovládl poměrem míčů 11:9. Časem 5 hodin a 10 minut se jednalo o druhý nejdelší zápas odehrané části sezóny. Ve druhém kole však podlehl Argentinci z třetí světové stovky Genaru Albertu Olivieriovi.
První grandslamovou trofej si odvezl ze smíšené čtyřhry US Open 2024, kde se jeho spoluhráčkou stala krajanka 
Sara Erraniová. V úvodním kole odvrátili mečbol Gallowayovi a Rogersové. Ve čtvrtifnále přehráli Sieovou a Zielińského, kteří v probíhající sezóně ovládli Australian Open a Wimbledon. Ve finálovém utkání zdolali Američany hrající na divokou kartu, Taylor Townsendovou a Donalda Younga, když zvládli koncovky  obou setů. Stali se tak prvním italským párem, jenž ovládl mix na grandslamu. V newyorské mužské čtyřhře vypadl s Simonem Bolellim ve třetím kole. 

## Finále na Grand Slamu

### Mužská čtyřhra: 3 (0–3)
| Stav      | rok  | turnaj          | povrch | spoluhráč      | soupeři ve finále             | výsledek                  |
| --------- | ---- | --------------- | ------ | -------------- | ----------------------------- | ------------------------- |
| Finalista | 2024 | Australian Open | tvrdý  | Simone Bolelli | Rohan Bopanna Matthew Ebden   | 6–7(0–7), 5–7             |
| Finalista | 2024 | French Open     | antuka | Simone Bolelli | Marcelo Arévalo Mate Pavić    | 5–7, 3–6                  |
| Finalista | 2025 | Australian Open | tvrdý  | Simone Bolelli | Harri Heliövaara Henry Patten | 7–6(18–16), 6–7(5–7), 3–6 |

### Smíšená čtyřhra: 2 (2–0)
| Stav  | rok  | turnaj      | povrch | spoluhráčka    | soupeři ve finále               | výsledek      |
| ----- | ---- | ----------- | ------ | -------------- | ------------------------------- | ------------- |
| Vítěz | 2024 | US Open     | tvrdý  | Sara Erraniová | Taylor Townsendová Donald Young | 7–6(7–0), 7–5 |
| Vítěz | 2025 | French Open | antuka | Sara Erraniová | Taylor Townsendová Evan King    | 6–4, 6–2      |

## Finále na okruhu ATP Tour

### Čtyřhra: 15 (9–6)
| Legenda                   |
| ------------------------- |
| Grand Slam (0–3)          |
| Turnaj mistrů (0)         |
| ATP Tour Masters 1000 (0) |
| ATP Tour 500 (4–1)        |
| ATP Tour 250 (5–2)        |

| Stav      | č. | datum         | turnaj                                | kategorie  | povrch    | spoluhráč         | soupeři ve finále                  | výsledek                  |
| --------- | -- | ------------- | ------------------------------------- | ---------- | --------- | ----------------- | ---------------------------------- | ------------------------- |
| Vítěz     | 1. | duben 2021    | Cagliari, Itálie                      | ATP 250    | antuka    | Lorenzo Sonego    | Simone Bolelli Andrés Molteni      | 6–3, 6–4                  |
| Finalista | 1. | duben 2022    | Marrákeš, Maroko                      | ATP 250    | antuka    | Jan Zieliński     | Rafael Matos David Vega Hernández  | 1–6, 5–7                  |
| Vítěz     | 2. | březen 2023   | Santiago, Chile                       | ATP 250    | antuka    | Andrea Pellegrino | Thiago Seyboth Wild Matías Soto    | 6–4, 3–6, [12–10]         |
| Vítěz     | 3. | duben 2023    | Marrákeš, Maroko                      | ATP 250    | antuka    | Marcelo Demoliner | Alexander Erler Lucas Miedler      | 6–4, 3–6, [12–10]         |
| Finalista | 2. | červen 2023   | Halle, Německo                        | ATP 500    | tráva     | Simone Bolelli    | Marcelo Melo John Peers            | 6–7(3–7), 6–3, [6–10]     |
| Finalista | 3. | červenec 2023 | Umag, Chorvatsko                      | ATP 250    | antuka    | Simone Bolelli    | Blaž Rola Nino Serdarušić          | 6–4, 6–7(2–7), [13–15]    |
| Finalista | 4. | leden 2024    | Australian Open, Melbourne, Austrálie | Grand Slam | tvrdý     | Simone Bolelli    | Rohan Bopanna Matthew Ebden        | 6–7(0–7), 5–7             |
| Vítěz     | 4. | únor 2024     | Buenos Aires, Argentina               | ATP 250    | antuka    | Simone Bolelli    | Marcel Granollers Horacio Zeballos | 6–2, 7–6(8–6)             |
| Finalista | 5. | červen 2024   | French Open, Paříž, Francie           | Grand Slam | antuka    | Simone Bolelli    | Marcelo Arévalo Mate Pavić         | 5–7, 3–6                  |
| Vítěz     | 5. | červen 2024   | Halle, Německo                        | ATP 500    | tráva     | Simone Bolelli    | Kevin Krawietz Tim Pütz            | 7–6(7–3), 7–6(7–5)        |
| Vítěz     | 6. | říjen 2024    | Peking, Čína                          | ATP 500    | tvrdý     | Simone Bolelli    | Harri Heliövaara Henry Patten      | 4–6, 6–3, [10–5]          |
| Vítěz     | 7. | leden 2025    | Adelaide, Austrálie                   | ATP 250    | tvrdý     | Simone Bolelli    | Kevin Krawietz Tim Pütz            | 4–6, 7–6(7–4), [11–9]     |
| Finalista | 6. | leden 2025    | Australian Open, Melbourne, Austrálie | Grand Slam | tvrdý     | Simone Bolelli    | Harri Heliövaara Henry Patten      | 7–6(18–16), 6–7(5–7), 3–6 |
| Vítěz     | 8. | únor 2025     | Rotterdam, Nizozemsko                 | ATP 500    | tvrdý (h) | Simone Bolelli    | Sander Gillé Jan Zieliński         | 6–2, 4–6, [10–6]          |
| Vítěz     | 9. | květen 2025   | Hamburk, Německo                      | ATP 500    | antuka    | Simone Bolelli    | Andrés Molteni Fernando Romboli    | 6–4, 6–0                  |

## Tituly na challengerech ATP a okruhu ITF
| Legenda            |
| ------------------ |
| Challengery (16 Č) |
| ITF (12 Č)         |

### Čtyřhra (28 titulů)
| Č.  | datum         | turnaj                           | povrch      | spoluhráč            | poražení finalisté                         | výsledek                     |
| --- | ------------- | -------------------------------- | ----------- | -------------------- | ------------------------------------------ | ---------------------------- |
| 1.  | únor 2016     | Sunderland, Spojené království   | tvrdý (h)   | George von Massow    | Lloyd Glasspool Joshua Ward-Hibbert        | 7–5, 6–3                     |
| 2.  | březen 2016   | Trento, Itálie                   | koberec (h) | Riccardo Sinicropi   | Jonathan Kanar Hugo Voljacques             | 6–2, 6–1                     |
| 3.  | květen 2016   | Frascati, Itálie                 | antuka      | Riccardo Sinicropi   | Tuna Altuna Adelchi Virgili                | 4–6, 6–3, [10–1]             |
| 4.  | červen 2016   | Harare, Zimbabwe                 | tvrdý       | Hugo Nys             | Benjamin Lock Courtney John Lock           | 6–3, 6–3                     |
| 5.  | srpen 2016    | Šarm aš-Šajch, Egypt             | tvrdý       | Luca Pancaldi        | Marek Jaloviec Tomáš Papik                 | 6–7(5–7), 7–6(12–10), [10–6] |
| 6.  | srpen 2016    | Piombino, Itálie                 | tvrdý       | Jacopo Stefanini     | Hugo Grenier Yannick Jankovits             | 6–3, 6–4                     |
| 7.  | červen 2017   | Padova, Itálie                   | antuka      | Julian Ocleppo       | Franco Agamenone Facundo Mena              | 4–6, 6–1, [10–8]             |
| 8.  | červen 2017   | Bergamo, Itálie                  | antuka      | Walter Trusendi      | Franco Agamenone Fernando Romboli          | 6–1, 3–6, [13–11]            |
| 9.  | červenec 2017 | Šarm aš-Šajch, Egypt             | tvrdý       | Julian Ocleppo       | Nathaniel Lammons Bernardo Saraiva         | 2–6, 6–3, [10–8]             |
| 10. | říjen 2017    | Santa Margherita di Pula, Itálie | antuka      | Walter Trusendi      | Hunter Johnson Yates Johnson               | 7–6(7–3), 6–3                |
| 11. | listopad 2017 | Santa Margherita di Pula, Itálie | antuka      | Alessandro Motti     | Marc Fornell Mestres Federico Gil          | 3–6, 6–4, [10–8]             |
| 1.  | listopad 2017 | Andria, Itálie                   | tvrdý (h)   | Lorenzo Sonego       | Sander Arends Sander Gillé                 | 6–3, 3–6, [10–7]             |
| 12. | únor 2018     | Šarm aš-Šajch, Egypt             | tvrdý       | Julian Ocleppo       | Marek Gengel David Poljak                  | 7–5, 6–4                     |
| 2.  | duben 2018    | Francavilla, Itálie              | antuka      | Julian Ocleppo       | Ariel Behar Máximo González                | 7–6(7–5), 7–6(7–3)           |
| 3.  | červenec 2018 | Milán, Itálie                    | antuka      | Julian Ocleppo       | Gonzalo Escobar Fernando Romboli           | 4–6, 6–1, [11–9]             |
| 4.  | červenec 2018 | San Benedetto, Itálie            | antuka      | Julian Ocleppo       | Sergio Galdós Federico Zeballos            | 6–3, 6–2                     |
| 5.  | červen 2019   | Poznaň, Polsko                   | antuka      | David Vega Hernández | Pedro Martínez Mark Vervoort               | 6–4, 6–7(4–7), [10–6]        |
| 6.  | listopad 2020 | Maia, Portugalsko                | antuka (h)  | Zdeněk Kolář         | Lloyd Glasspool Harri Heliövaara           | 6–3, 6–4                     |
| 7.  | březen 2021   | Lugano, Švýcarsko                | tvrdý (h)   | Andre Begemann       | Denys Molčanov Serhij Stachovskyj          | 7–6(13–11), 4–6, [10–8]      |
| 8.  | září 2021     | Tulln, Rakousko                  | antuka      | Dustin Brown         | Rafael Matos Felipe Meligeni Alves         | 7–6(7–5), 6–1                |
| 9.  | říjen 2021    | Neapol, Itálie                   | antuka      | Dustin Brown         | Mirza Bašić Nino Serdarušić                | 7–5, 7–6(7–5)                |
| 10. | březen 2022   | Zadar, Chorvatsko                | antuka      | Zdeněk Kolář         | Franco Agamenone Manuel Guinard            | 3–6, 7–6(9–7), [10–6]        |
| 11. | červenec 2022 | Verona, Itálie                   | antuka      | Luis David Martínez  | Juán Ignácio Galarza Tomás Lipovšek Puches | 7–6(7–4), 3–6, [12–10]       |
| 12. | srpen 2022    | Cordenons, Itálie                | antuka      | Dustin Brown         | Ivan Sabanov Matej Sabanov                 | 6–4, 7–5                     |
| 13. | září 2022     | Štětín, Polsko                   | antuka      | Dustin Brown         | Roman Jebavý Adam Pavlásek                 | 6–4, 5–7, [10–8]             |
| 14. | září 2022     | Janov, Itálie                    | antuka      | Dustin Brown         | Roman Jebavý Adam Pavlásek                 | 6–2, 6–2                     |
| 15. | listopad 2023 | Valencie, Španělsko              | antuka      | Andrea Pellegrino    | Daniel Rincón Oriol Roca Batalla           | 6–2, 6–4                     |
| 16. | listopad 2023 | Maia, Portugalsko                | antuka (h)  | Marco Bortolotti     | Fernando Romboli Szymon Walków             | 6–4, 3–6, [12–10]            |

## Finále soutěží družstev: 1 (1–0)
| Výsledek | č. | datum a místo konání                                                                   | spoluhráči                                                     | soupeři                                                                 | skóre |
| -------- | -- | -------------------------------------------------------------------------------------- | -------------------------------------------------------------- | ----------------------------------------------------------------------- | ----- |
| Vítěz    | 1. | Davis Cup 2024 24. listopadu 2024 Malaga, Španělsko tvrdý (hala), Martin Carpena Arena | Jannik Sinner Lorenzo Musetti Matteo Berrettini Simone Bolelli | Nizozemsko                                                              | 2–0   |
| Vítěz    | 1. | Davis Cup 2024 24. listopadu 2024 Malaga, Španělsko tvrdý (hala), Martin Carpena Arena | Jannik Sinner Lorenzo Musetti Matteo Berrettini Simone Bolelli | Tallon Griekspoor Botic van de Zandschulp Jesper de Jong Wesley Koolhof | 2–0   |